# 286 (tal)
286 är det naturliga talet som följer 285 och som följs av 287.

## Inom vetenskapen
- 286 Iclea, en asteroid.

## Inom matematiken
- 286 är ett jämnt tal.
- 286 är ett heptagontal.
- 286 är ett tetraedertal.